# Victoria Frenz
Victoria Frenz (* 15. März 1992 in Berlin) ist eine deutsche Synchronsprecherin.

## Biographie
Victoria Frenz arbeitet seit 1997 in der Synchronisation. Zu ihren ersten Rollen gehörten Akiko Tani in Detektiv Conan, Momo in der gleichnamigen Serie, Suzie Lee in Digimon Tamers, Ruh in dem Film Tiggers großes Abenteuer und Panji in dem Anime-Film Dragon Ball – Die Legende von Shenlong zu hören. Danach folgten weitere kleine Rollen, so vertonte Frenz 2003 Gerti Giggles in Spy Kids – Mission 3D und Julia in Lupin III. 2006 lieh sie der US-amerikanischen Schauspielerin JoJo als Hailey ihre Stimme in dem Meerjungfrauen-Film Aquamarin – Die vernixte erste Liebe. Frenz ist seit 2010 die Standardstimme von Lily Collins.
Frenz war bereits einige Male im Hauptcast einer Serie vertreten, so synchronisierte sie Akiza Izinski in der Anime-Serie Yu-Gi-Oh! 5D’s, in der Thriller-Serie 24 Megan Matheson und seit 2011 in der Nickelodeon-Serie Gigantic Vanessa King. Außerdem sprach Frenz einige Werbespots für diverse Fernsehsender.
Victoria Frenz absolvierte 2011 ihr Abitur an einem Berliner Gymnasium. Ihr Bruder Jonas Frenz ist ebenfalls in der Synchronbranche aktiv.

## Filmographie
Kira Kosarin
- 2014–2018: Die Thundermans als Phoebe Thunderman
- 2015: Voll Vergeistert als Phoebe Thunderman
- 2016: Henry Danger als Phoebe Thunderman
- 2017: Nickelodeons Eher kein Valentins-Special als Kira Kosarin
- 2017: Nickelodeons Super Sommercamp Special als Suzy Turner
- 2018: Knight Squad als Kiki
- 2020: Good Trouble als Aria
- 2024: Rückkehr der Thundermans als Phoebe Thunderman

Lily Collins
- 2009: Blind Side – Die große Chance als Collins Tuohy
- 2011: Atemlos – Gefährliche Wahrheit als Karen
- 2012: Spieglein Spieglein – Die wirklich wahre Geschichte von Schneewittchen als Schneewittchen
- 2020: Emily in Paris als Emily Cooper

Hailee Steinfeld
- 2010: True Grit als Mattie Ross
- 2014: The Homesman als Tabitha Hutchinson
- 2016: Term Life – Mörderischer Wettlauf als Cate Barrow

Kay Panabaker
- 2006–2008, 2010–2011: CSI – Den Tätern auf der Spur als Lindsey Willows (5 Folgen)
- 2008: Two and a Half Men als Sophie (Folge 4x21)

Kelly Marie Tran
- 2017: Star Wars: Die letzten Jedi als Rose Tico
- 2019: Star Wars: Der Aufstieg Skywalkers als Rose Tico

Maika Monroe
- 2018: Tau als Julia
- 2022: Das Andere als Ruth

Madison Iseman
- 2019: Annabelle 3 als Mary Ellen
- 2019: Jumanji: The Next Level als Bethany Walker

### Filme
- 2006: Avrielle Corti in All In – Alles auf Risiko als junge Ace
- 2008: Valerie Tian in Drillbit Taylor – Ein Mann für alle Unfälle als Brooke
- 2009: Ivana Baquero in The New Daughter als Louisa James
- 2012: Kat Dennings in To Write Love on Her Arms als Renee Yohe (Synchronisation 2015)
- 2015: Laura Bailey in Monster High – Buh York, Buh York als Elle Eedee
- 2015: Alia Bhatt in Schlaflos verliebt – Shaandaar als Alia Arora
- 2015: Miranda Cosgrove in Die Eindringlinge als Rose Halshford
- 2015: Elle Fanning in Trumbo als Niki Trumbo
- 2015: Raeden Greer in Maggie als Allie
- 2015: Lily James in Im Rausch der Sterne als Sara
- 2015: Haru Kuroki in Der Junge und das Biest als Ichirouhiko als Kind
- 2015: Abbey Lee in Mad Max: Fury Road als The Dag
- 2015: Grace Ransom in Cleveland Abduction als Emily Castro
- 2015: Halston Sage in Gänsehaut als Taylor
- 2015: Jaz Sinclair in Margos Spuren als Angela
- 2016: Courtney Eaton in Gods of Egypt als Zaya
- 2016: Allison Paige in Be Somebody als Jessica
- 2016: Erin Moriarty in Blood Father als Lydia
- 2018: Olivia Cooke in Ready Player One als Art3mis / Samantha Evelyn Cook
- 2019: Grace Fulton in Shazam! als Mary Bromfield
- 2020: Tiffany Boone in The Midnight Sky als Maya

### Serien
- 2008–2009: Yukari Tamura in Clannad After Story als Mei Sunohara (1. Stimme, 5 Folgen, Synchronisation 2015)
- 2009: Daveigh Chase in Mercy als Ashley Jeffries (Folge 1x08)
- 2010–2014: Rachel Hilson in Good Wife als Nisa (7 Folgen)
- 2011: Alexandria Benoit in Degrassi als Sadie Rowland (11 Folgen)
- 2011: Shanley Caswell in The Mentalist als Nadine (Folge 3x01)
- 2011–2015: Claudia Lee in Hart of Dixie als Magnolia Breeland (29 Folgen)
- 2012: Hayley McFarland in Mad Men als Bonnie (Folge 5x03)
- 2012: Madison McLaughlin in The Mentalist als Annabeth Lisbon (Folge 4x06)
- 2012: Kimberley Nixon in Der Jäger – Geld oder Leben als Florence Holland (3 Folgen)
- 2013–2014, 2016: Erin Armstrong in Mord auf Shetland als Cassie Perez (13 Folgen)
- 2013: Eliana Jones in Hemlock Grove als Alexa Sworn (8 Folgen)
- 2013: Nicole Muñoz in Defiance als Christie McCawley (Folge 1x01)
- 2013: Kelly Washington in Parks and Recreation als France (Folge 4x07)
- 2014–2019: Wallis Currie-Wood in Madam Secretary als Stephanie „Stevie“ McCord (78 Folgen)
- 2015: Vanessa Marano in Navy CIS: New Orleans als Natalie (Folge 1x04)
- 2015: Madison McLaughlin in Mad Men als Sarah (Folge 7x10)
- 2015: Georgia Bernstein in Agent X als Missy Stanton (3 Folgen)
- 2015: Maddison Jaizani in Versailles als Sophie (10 Folgen)
- seit 2015: Miranda May in Camp Kikiwaka als Lou
- 2015–2021: Jordan Mazarati in Supergirl als junge Alex Danvers
- 2016: Diona Reasonover in Superstore als Hundefutter-Kundin (Folge 1x06)
- seit 2016: Olivia Solo in Lost & Found Music Studios als Annabelle
- 2016: Amy Forsyth in The Path als Ashley Fields
- seit 2016: Lisa Kay Jennings in Miraculous - Geschichten von Ladybug und Cat Noir als "Lila"
- 2016–2022: Yara Martinez in Bull als Isabella „Izzy“ Colón
- 2017–2023: Madeleine Petsch in Riverdale als Cheryl Blossom
- 2017–2019: Rachel Keller in Legion als Sydney „Syd“ Barrett
- seit 2018: Halston Sage in The Orville als Alara Kitan
- seit 2018: Danna Paola in Élite als Lucrecia Montesinos Hendrich
- seit 2019: María José Cardozo in Go! Sei du selbst als Agustina ‘Agus’ Goméz
- 2019: Hanna Ardéhn in Quicksand – Im Traum kannst du nicht lügen als Maja Norberg
- 2019: Sadie Calvano in Why Women Kill als April Warner
- 2020–2022: Stargirl als Beth Chapel / Doctor Mid-Nite
- 2020: Nia Holloway in Hawaii Five-0 als Siobhan
- 2021: Jillian Mueller in The Crew als Catherine Spencer
- 2021–2024: Nikita Uggla in Young Royals als Felice Ehrencrona
- 2023: Nicole Oliver in Ninjago: Aufstieg der Drachen als Kaiserin Beatrix
- 2025: Liana Liberato in Criminal Minds als "Jade Waters"